# エス・ジー・シー佐賀航空
エス・ジー・シー佐賀航空株式会社（エス・ジー・シーさがこうくう、英: S･G･C SAGA AVIATION CO.,LTD.）は、佐賀県佐賀市の佐賀空港を本拠地として、小型航空機やヘリコプターを運航し、遊覧飛行、操縦訓練、航空写真撮影、広告宣伝、農薬散布などのほか、航空機体や燃料の販売を行っている会社である。
ICAOの航空会社コードはSGCでそのまま社名にも使っている。

## 概要
佐賀空港開港前の1997年（平成9年）に神埼郡神埼町（現在の神埼市）に設立され、事業免許の取得などの後、1998年（平成10年）11月から営業・運航を開始した。1999年（平成11年）4月には、長崎航空（現・オリエンタルエアブリッジ）の航空機使用事業の大部分を譲受し、機材（セスナTU206G及びセスナ172）の移管も受けた。2003年（平成15年）6月には九州初となるアメリカ・ロビンソン社の販売代理店となっている。
現在は佐賀空港内の本社のほか、熊本県阿蘇に熊本支店、福岡県北九州空港内に北九州営業所を設置し、
佐賀空港を拠点に航空写真撮影や遊覧飛行などの事業を行っている。
また、佐賀空港では飛行機及び回転翼航空機の操縦訓練も行っている。

## 保有機材
2015年（平成27年）現在の保有機材一覧。

### 固定翼航空機
- セスナ TU206G 2機
- セスナ 172R 1機
- セスナ 172P 4機

### ヘリコプター
- ロビンソン R44 4機
- アエロスパシアル AS350B 2機
- ユーロコプター EC 135 1機

## 事故・インシデント
- 2019年7月29日 - 茨城県筑西市口戸の水田で午前8時過ぎ農薬散布低空飛行中、設置送電線に接触、保有するアエロスパシアルAS350Bエキュレイユ型機（JA9252）が墜落大破し、乗員1名が負傷した[1]。
- 2024年7月28日 - 同日開催、大分県日田市オートポリススーパー耐久第3戦の観戦遊覧飛行後、佐賀空港へ帰途途中、福岡県柳川市昭南町の沖端川の近くの農地に同社のロビンソンR44Ⅱ型機（JA779N）が墜落焼失し、機長（50代）、整備士（70代）の2名が死亡した[2][3]。
- 2025年4月6日 - 社会医療法人財団池友会から医療搬送用ヘリコプターとして運航委託されていた同社のユーロコプター EC 135T2+型機（機体番号JA555H）が長崎県対馬市の対馬空港から福岡県福岡市の福岡和白病院まで患者を搬送する際に壱岐島の北端から北に約20kmの海上に墜落した。このヘリコプターには女性患者（86）、付き添いの家族の男性（68）、男性医師（34）、女性看護師（28）、同社所属の男性機長（66）、男性整備士（67）の6人が搭乗していた。男性医師、女性患者、付き添いの家族の男性の3名は心肺停止の状態で福岡和白病院に搬送され、その後、死亡が確認された[4][5][6]。